# 東克林頓 (伊利諾伊州)
東克林頓（英語：East Clinton）是位於美國伊利諾伊州懷特塞德縣的一個非建制地區。該地的面積和人口皆未知。

## 地理
東克林頓的座標為41°50′13″N 90°09′54″W / 41.83694°N 90.16500°W，而該地的平均海拔高度為179米（即587英尺）。